# 大間温泉
大間温泉（おおまおんせん）は、青森県下北郡大間町（旧国陸奥国）にある本州最北端の温泉。

## 泉質
- 塩化物泉
- 源泉55℃

## 温泉街
町営の大間温泉海峡保養センターがあり、宿泊、日帰り入浴可。

## 歴史
観光開発のため、大間町が1980年に温泉を掘り当てたことから、1982年に町営大間温泉海峡保養センターを設置した。

## アクセス
- バス : 大湊線下北駅より下北交通バス佐井線で約1時間30分。